# Deidra Dionne
Pour les articles homonymes, voir Dionne.
Deidra Dionne, née le 5 février 1982 à North Battleford, est une skieuse acrobatique canadienne.
Au cours de sa carrière, elle a remporté la médaille de bronze olympique en Jeux olympiques d'hiver de 2002 à Salt Lake City en saut. Elle a gagné deux médailles de bronze mondial dans la même épreuve en 2001 et en 2003.

## Palmarès

### Jeux olympiques d'hiver
- Médaillée de bronze olympique en saut aux Jeux olympiques d'hiver de 2002 à Salt Lake City ( États-Unis)

### Championnats du monde
- Médaillée de bronze mondial en saut aux Championnats du monde de 2001 à Whistler Blackcomb ( Canada)
- Médaillée de bronze mondial en saut aux Championnats du monde de 2003 à Deer Valley ( États-Unis)